# Clairoix

Clairoix este o comună în departamentul Oise, Franța. În 1 ianuarie 2022 avea o populație de 2.220 de locuitori.